# Франсіско Ормасабаль
Франсіско Ормасабаль (ісп. Francisco Hormazábal, 4 липня 1920, Антофагаста — 13 січня 1990, Сантьяго) — чилійський футболіст, що грав на позиції захисника. По завершенні ігрової кар'єри — тренер.
Виступав за клуб «Коло-Коло», а також національну збірну Чилі. Згодом тренував обидві ці команди.

## Клубна кар'єра
У дорослому футболі дебютував 1941 року виступами за команду клубу «Коло-Коло», кольори якої і захищав протягом усієї своєї кар'єри гравця, що тривала дев'ять років. За цей період тричі, у 1941, 1944 і 1947 роках, вигравав національну футбольну першість Чилі.

## Виступи за збірну
1945 року провів 6 матчів у складі національної збірної Чилі, в яких забив один гол. Надалі за збірну не грав, проте деякий час продовжував викликатися до її лав, зокрема включався до заявки чилійців на чемпіонат Південної Америки 1949 року у Бразилії.

## Кар'єра тренера
Розпочав тренерську кар'єру невдовзі по завершенні кар'єри гравця, 1950 року, очоливши тренерський штаб клубу «Фіап». Надалі працював ще з низкою чилійських клубних команд, а 1963 року став головним тренером національної збірної Чилі, з якою працював до 1965 року. Пізніше, у 1970, ще деякий час очолював тренерський штаб національної команди.
Основну ж частину тренерської кар'єри працював на клубному рівні, насамперед на батьківщині, а також у Колумбії.
Найуспішнішою була робота з рідним клубом «Коло-Коло» протягом 1970–1971 та колумбійським «Санта-Фе» у 1975–1976 роках — з ціми командами Ормасабаль вигравав чемпіонати відповідно Чилі і Колумбії.
Останнім місцем роботи тренера був чилійський «Аудакс Італьяно», який він очолював протягом частини 1985 року.
Помер 13 січня 1990 року на 70-му році життя у місті Сантьяго.

## Титули і досягнення

### Як гравця
- Чемпіон Чилі (3):

«Коло-Коло»: 1941, 1944, 1947
- Бронзовий призер Чемпіонату Південної Америки: 1945

### Як тренера
- Чемпіон Чилі (1):

«Коло-Коло»: 1970
- Чемпіон Колумбії (1):

«Санта-Фе»: 1975